# 袁嘉蔚
袁嘉蔚（英語：Tiffany Yuen Ka-wai，1993年9月30日—），綽號「田灣女孩」，香港民主派政治人物，南區萬事屋成員，香港眾志前副主席，曾任南區區議會田灣選區議員、社區參與事務委員會主席、南區平等機會工作小組主席、南區復康活動及長者友善社區工作小組副主席，2021年1月6日因早前參與2020年立法會選舉民主派初選案就涉嫌違犯維護國安法而被捕，2月底一直被拒保釋還押，另涉參與2020年六四晚會未經批准集結案被判囚4個月，直至2025年8月19日刑滿出獄。

## 簡歷
袁嘉蔚在香港出生，畢業於香港城市大學中文系。她曾因參與反新界東北撥款示威及佔領中環事件，而被家人暫時疏離，而她希望想和家人說「對不起」。
2017年8月17日，其男友羅冠聰因2014年衝擊公民廣場案被上诉法庭判處加刑至8個月監禁後，而她每天去探望監獄反而變得更加堅定，曾考慮「代夫」參選。同年12月4日，出任香港眾志副主席，至2018年5月12日換屆選舉。
2019年11月24日在香港區議會選舉中，袁以4191票拋離獲得僅有2602票、連任四屆的陳富明成功當選田灣選區的區議員。
2020年維園六四燭光晚會，袁嘉蔚等民主派人士被控「煽惑他人參與未經批准集結」等罪，袁嘉蔚等4人於2021年4月30日承認「明知而參與未經批准集結罪」，同年5月6日被判囚4個月。
2021年5月21日，根據《區議會條例》，民選議員因任何罪行被判處為期超逾3個月而又不得選擇以罰款代替的監禁，不論是否獲得緩刑，均會失去民選議員資格，袁嘉蔚因此喪失區議員資格。

## 個人生活
袁嘉蔚是一名性革命支持者，曾與香港眾志創黨主席羅冠聰拍拖。2019年12月，二人分手。
2024年經辯方律師透露袁已在獄中與半島連線前召集人馮達浚成婚。

## 其他事件

### 被懷疑親中共人士全天候跟蹤和偷拍
2020年6月6日，袁與其前黨友黃之鋒繼日前公民黨立法會議員譚文豪之後，成為另一跟蹤對象。大約是在當日晚上 8 點，黃與友人已發現一輛白色私家車停泊在新蒲崗一帶，認為情況不尋常，3 小時後，袁等一行人開完會準備離去，發現由四人組成的跟蹤隊伍分別尾隨各人。根據黃之鋒在翌日於社交專頁上載的影片，見到一名身型肥胖男子在對面馬路以手機在拍攝，黃等人上前對質，問對方是否公安、國安或中聯辦的人，以及為什麼要偷拍眾志等人，說：「你今日由頭跟到落尾！」之後，該名男子表現激動，手持雨傘大叫「咩事呀而家？！」隨後，雙方更互相指罵。黃指，期間該輛停泊在附近多時的白色私家車一度駛近，他認為私家車本來是接應跟蹤者的，但發現被揭發後就不顧同伴而去，又說這架私家車近日都在附近。及後，該名肥胖偷拍者一度大叫搶劫，最後乘的士離開。 在事後表示，跟縱、偷拍、踩線，販賣情報予國安單位等事在大陸發生並不意外，但香港國安法未落實，針對民主派人士作全天候監控，已成香港日常，實是可悲。呼籲大家出入小心，避免獨自一人。
而在翌日，立場新聞根據黃等人提供的車牌資料，找到跟蹤黃等人的私家車車主為衛業有限公司的一名董事張錦輝，當張被問及是否被安排跟蹤黃時，張以在該地進行其他工作為由，指自己車輛出現在該處加以否認，又強調自己和公司是政治中立作回應。

### 報名參選立法會後被選舉主任質問多項問題
2020年立法會換屆選舉，袁勝出泛民陣營舉辦的初選，遞交提名報名出戰香港島地區直選後數日，即同年7月25日，便與同區出戰的中西區區議員梁晃維，同時接收到當區選舉主任黃智華的信件，就多項議題的立場詢問其，包括涉及「要求外國制裁」、「反對國安法」、「否決財政預算案及其他政府議案」及「香港特別行政區的法律地位」等範疇，而有關舉動被指是撤銷梁等人之參選資格的前奏。7月30日，選舉主任裁定袁嘉蔚提名無效。

### 回應劉佩玉投訴西九龍中心外牆少女廣告事件
2020年10月8日，南昌中選區區議員劉佩玉前往西九龍中心請願要求西九龍中心下架少女廣告，翌日袁與何嘉柔、黃莉莉模仿少女廣告的穿著，前往劉的辦事處外拍照作出回應。

### 民主派初選大搜捕
2021年1月6日，袁嘉蔚因去年參與民主派初選，而與其他50多名民主派初選參與者一同遭到香港警察以港版國安法中「顛覆國家政權罪」的罪名大規模搜捕。大搜捕引起香港本地及國際社會嚴厲譴責，更促使美國聯邦政府根據美國總統唐納·川普簽署的第13936號行政命令，對中共官員及香港警方高層實施進一步制裁。

### 監獄風雲案
2021年9月，懲教署接獲情報，顯示個別還押在囚人士企圖在院所內建立勢力，並積極聯絡其他還押在囚人士參與。於近日在其工作地點有十八名在囚者集體要求管方取消對該六名在囚人士紀律檢控，否則會有進一步行動。署方即時採取行動，調派俗稱「黑豹部隊」區域應變隊及警衞犬隊到羅湖懲教所支援前線人員，將該十八名滋事分子隔離調查。根據消息指出，袁嘉蔚亦牽涉其中。

## 資料來源
1. ↑  . 蘋果日報. 2017-12-05  [2017-12-05]. （原始内容存档于2018-11-07）.
2. ↑  . 法庭線. 2025-08-19  [2025-08-19].
3. ↑  
17日被捕2次新社運女神何潔泓為抗爭棄讀港大Face 周刊372期 （页面存档备份，存于）2014年7月9日
4. ↑  
兩代撕裂 團圓有時 （页面存档备份，存于）2015年9月27日，明報
5. ↑  
傳代夫戰港島　袁嘉蔚：眾志積極考慮參選 （页面存档备份，存于）2017年9月15日，ON.CC
6. ↑  
眾志街站反政治檢控 袁嘉蔚：探望羅冠聰後令我意志更堅定 （页面存档备份，存于）獨立媒體 inmediahk.net，2017年8月22日
7. ↑  
羅冠聰女友被傳出選奪回港島議席 （页面存档备份，存于）2017年9月15日，流動新聞
8. ↑  . 東方日報. 2017-12-05  [2017-12-05]. （原始内容存档于2021-08-01）.
9. ↑  . 立場新聞. 2021-05-06  [2021-05-06]. （原始内容存档于2021-05-07）.
10. ↑  . 香港電台. 2021-05-21  [2021-05-21]. （原始内容存档于2021-08-18）.
11. ↑  . 2018-10-24 （中文（繁體））. 性可以是日常，如此呈現出來，造就一個讓大家安心談性的平台也很重要。
12. ↑  羅冠聰女友袁嘉蔚：我要站得更前 （页面存档备份，存于）眾新聞，2017年9月16日
13. ↑  . 香港01. 2017-12-04  [2017-12-04]. （原始内容存档于2022-05-02）.
14. ↑  . 巴士的報. 2019-12-23  [2019-12-24]. （原始内容存档于2020-12-10）.
15. ↑  . 頭條日報. 2019-12-23  [2019-12-24]. （原始内容存档于2021-04-30）.
16. ↑  . HK01. 20240702  [2024-07-17]. （原始内容存档于2024-07-17）.
17. ↑  .   [2021-05-15]. （原始内容存档于2020-06-07）.
18. ↑  .   [2021-05-15]. （原始内容存档于2020-07-18）.
19. ↑  .   [2021-05-15]. （原始内容存档于2020-08-04）.
20. ↑  . Facebook.   [2020-11-08].
21. ↑  . 立場新聞. 2021-01-06  [2021-05-15]. （原始内容存档于2021-01-06）.
22. ↑  . 蘋果日報. 2021-01-06  [2021-05-09]. （原始内容存档于2021-01-06）.
23. ↑  . 蘋果日報. 2021-01-06  [2021-05-09]. （原始内容存档于2021-01-07）.
24. ↑  . 蘋果日報. 2021-01-16  [2021-05-09]. （原始内容存档于2021-01-21）.
25. ↑  . 星島頭條. 星島頭條. 2021-09-03  [2024-09-14]. （原始内容存档于2024-09-14） （中文（香港））.

## 外部連結
- 袁嘉蔚的Facebook專頁（個人）
- 袁嘉蔚的Facebook專頁（公開專頁）

| 議會席位      | 議會席位                                                                         | 議會席位      |
| ------------- | -------------------------------------------------------------------------------- | ------------- |
| 前任： 陳富明 | 南區區議會 田灣選區區議員 2020年1月1日－2021年5月20日                            | 空缺          |
| 首任          | 南區區議會 社區參與事務委員會主席 2020年2月27日－2021年5月20日                   | 空缺          |
| 首任          | 南區區議會 南區平等機會工作小組主席 2020年3月19日－2021年5月20日                 | 空缺          |
| 首任          | 南區區議會 南區復康活動及長者友善社區工作小組副主席 2020年3月19日－2021年5月20日 | 空缺          |
| 政党职务      |                                                                                  |               |
| 前任： 黎汶洛 | 香港眾志副主席 2017年12月4日－2018年5月12日                                      | 繼任： 鄭家朗 |